# Otterups kommun
Otterups kommun var en kommun i Fyns amt i Danmark. Den uppgick 2007 i Nordfyns kommun.